# Ariane Imbert
Pour les articles homonymes, voir Imbert.
Ariane Imbert (née en 1978 à Nice) est une entraîneuse et ancienne compétitrice en kitefoil, connue pour avoir été cinq fois championne de France et deux fois vice-championne du monde Master. Actuellement, elle est coach de l'équipe de France de kitefoil pour les Jeux olympiques de Paris 2024.

## Biographie
Ariane Imbert grandit à Nice, au sein d'une famille engagée dans les sports nautiques. Son père est propriétaire d'un vieux bateau habitable et participe à des régates en Star, et sa mère pratiquait la planche à voile. Elle commence à naviguer à l'école de voile sur des dériveurs de type Optimist, puis Laser, et pratique également le surf et la planche à voile à Nice.
Installée à Hyères, elle suit des études en STAPS tout en passant le Brevet professionnel de kite en 2008. Elle crée ensuite une école de kite et un petit centre d'entraînement, produisant des athlètes compétitifs dès 2009.
En 2011, son centre est reconnu par la Fédération française de vol libre (FFVL) et devient le Centre Régional Excellence Kitesurf d'Hyères (CREKH). Elle est la première détentrice du diplôme d’État (DE) pour les entraîneurs de kite, et initie une convention avec un lycée local pour intégrer l'entraînement des jeunes athlètes.

## Carrière compétitive
Ariane Imbert participe à plusieurs compétitions importantes. Elle remporte plusieurs titres significatifs, notamment le podium au championnat du monde de slalom où elle a découvert son potentiel compétitif. Elle est cinq fois championne de France, a été vice-championne du monde Master à deux reprises et a maintenu des performances régulières au niveau international, se classant souvent dans les premières positions, y compris une quatrième place au championnat du monde ,.

## Coaching et leadership
En tant que coach , Ariane a pris rapidement la responsabilité du développement des jeunes talents en France, devenant responsable du kite sur les équipes de France jeunes et seniors. Dès 2012, elle a mis en place une équipe de France « relève », recevant le soutien de la fédération. {Son approche du coaching inclut l'intégration d'intervenants de divers domaines pour enrichir l'entraînement des athlètes.

## Transition à la Fédération française de voile
En 2017, avec le passage du kite de la FFVL à la Fédération française de voile (FFVoile), elle joue un rôle majeur dans l'intégration. Malgré des débuts compliqués avec la FFVoile, elle choisit de se concentrer sur le coaching, mettant fin à sa carrière de compétitrice à l'âge de 38 ans.

## Jeux olympiques de 2024
Pour les Jeux olympiques de 2024 à Paris, Ariane Imbert travaille en collaboration avec Bertrand Dumortier pour optimiser la préparation de l'équipe.
En 2017, Lauriane Nolot, alors âgée de 19 ans et étudiante en création numérique, a rejoint l’école d’entraînement d’Ariane à Hyères, Le Spot Kitecenter & Wingcenter , arrivant avec une expérience préalable en kitefoil.
À l'approche des Jeux de 2024, les athlètes sous sa tutelle excellent dans les compétitions internationales. Au Championnat d'Europe de 2024, l'équipe de France domine les podiums en prenant les trois premières places, avec Lauriane Nolot remportant la médaille d’or. Ce succès s'est poursuivi au Championnat du Monde, où Lauriane Nolot, Poema Newland, et Jessie Kampman ont pris trois des quatre premières places , une réalisation qui met en lumière l'influence d'Ariane et son rôle prépondérant dans le kite français. La France se prépare à présenter deux compétiteurs aux Jeux dans la catégorie de kite de Formule — Lauriane Nolot et Axel Mazella — tous deux élèves d’Ariane, renforçant encore l'impact de son encadrement.